# Base Aérea Militar Río Grande
La Base Aérea Militar Río Grande fue una base aérea de despliegue operativo de la Fuerza Aérea Argentina que sirvió a la Fuerza Aérea Sur durante el conflicto del Atlántico Sur.

## Guerra de las Malvinas
La Base Aérea Militar Río Grande fue creada en 1982 por el conflicto del Atlántico Sur. Sus instalaciones limitaban con la Base Aeronaval Río Grande de la Armada Argentina. El I Escuadrón Aeromóvil del Grupo 6 de Caza al mando del mayor Carlos Martínez desarrolló sus operaciones desde la base.
La Fuerza Aérea Sur desplegó además a un Escuadrón de Vigilancia y Control Aéreo del Grupo 2 de Vigilancia y Control Aéreo dotado un radar Westinghouse AN/TPS-43. La 2.ª Batería del Grupo 1 de Artillería Antiaérea Liviano se desplegó en la base.